# Downshifting

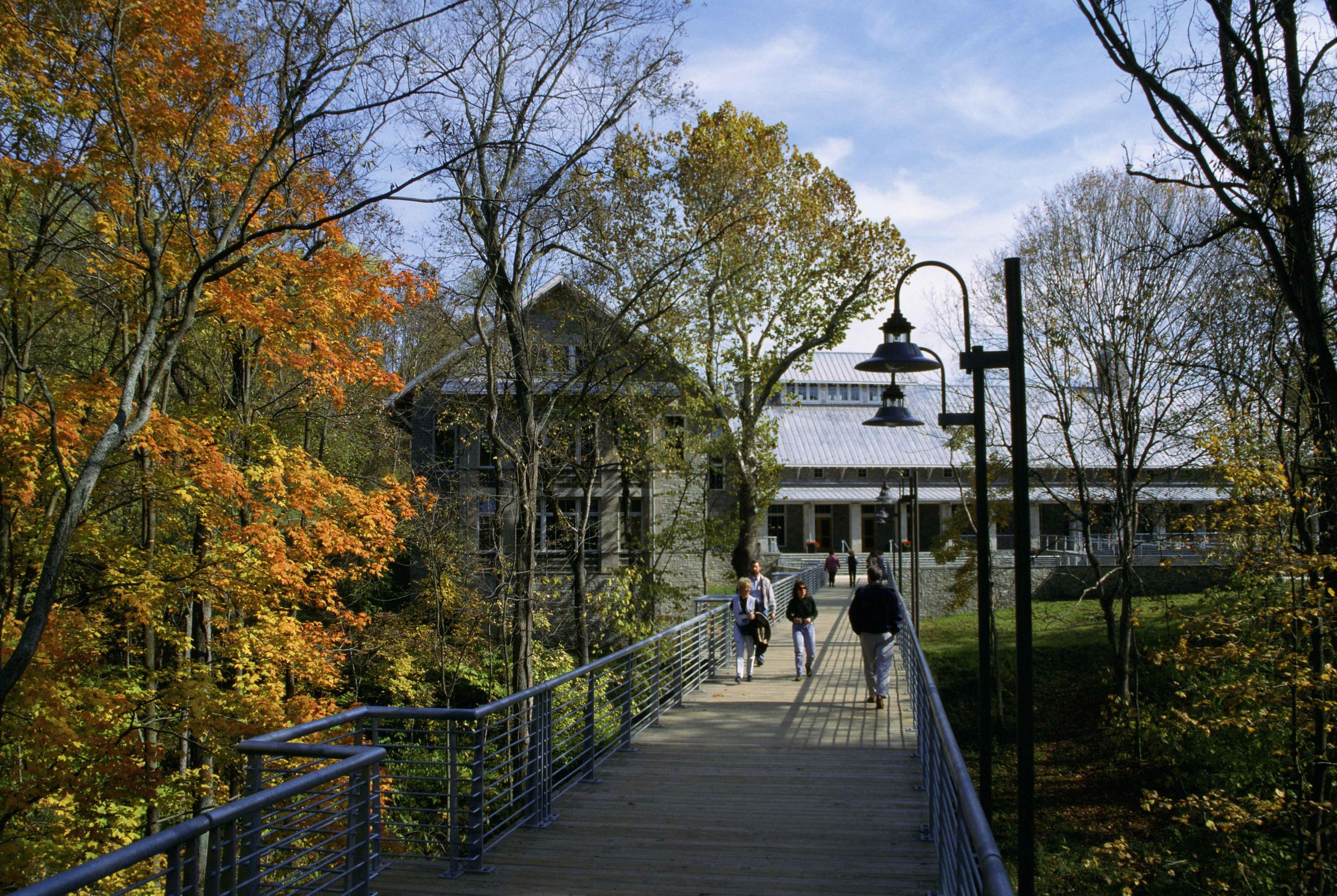
Gente caminando por un puente peatonal

Reducción de marcha (Downshifting, en inglés) es un comportamiento social o tendencia en la que los individuos viven vidas más simples para escapar del materialismo obsesivo y reducir la tensión, el estrés y los trastornos psicológicos que la acompañan. Se hace hincapié en encontrar un equilibrio mejor entre el ocio y el trabajo, y centra los objetivos de la vida en la realización personal y la construcción de relaciones en lugar del consumismo y el éxito económico.[cita requerida]

## Valores y motivos
Extracto del Manifiesto de reducción de marcha escrito por Tracy Smith:[cita requerida]

“El dinero - Estamos rodeados por la cultura del crédito del "Compre ahora, pague después" y hemos olvidado el valor de nuestros ingresos reales. Cuanto más dinero gastamos, más tiempo debemos trabajar para pagarlo. Recordemos - Las mejores cosas en la vida son gratis. Vuelva a aprender el valor del dinero y viva con lo que gana.
Tiempo - ¿Cuál es el punto de poseer una fortuna, si no tenemos tiempo para gastarla? Recordemos - El regalo más importante es el tiempo. Disfruta de más tiempo con las personas más importantes de tu vida.

Ralentizar el ritmo de la vida y pasar el tiempo de manera significativa minimizando el uso del dinero son los valores principales del movimiento. Otro principio importante es disfrutar de tiempo libre en compañía de otros, especialmente seres queridos, evitando el egoísmo y el aislamiento de la sociedad posmoderna.
Las principales motivaciones para cambiar velocidades son ganar tiempo libre, escapar del trabajo y de los bienes innecesarios que acumulamos. 
En la práctica implica una variedad de cambios de comportamiento y estilo de vida. La mayoría de estas reducciones son decisiones voluntarias, pero acontecimientos naturales del ciclo vital como la pérdida de un empleo o el nacimiento de un niño, que pueden llevar a obligar el cambio.